# Timalie à gorge striée
Macronus gularis
Espèce
Statut de conservation UICN

 LC  : Préoccupation mineure
Répartition géographique
La Timalie à gorge striée (Macronus gularis) est une espèce de passereaux d'Asie appartenant à la famille des Timaliidae.